# Brückenkurs
Brückenkurs nennt man einen Kurs oder eine Gesamtheit von Kursen, der bzw. die den Kenntnisstand von Studienanfängern  auf einen einheitlicheren Stand bringen soll. Er nützt vor allem Schülern mit Wissenslücken bzw. mit Erinnerungslücken (z. B. weil sie nach Wehrdienst oder Ausbildung „nicht mehr in der Materie“ sind). Auch ein propädeutischer Kurs, auch „Vorkurs“ genannt, kann dieses Ziel verfolgen.

## An Gesamthochschulen
Daneben waren Brückenkurse ein Bestandteil der Gesamthochschulkonzeption. Sie wurden als studienbegleitende Seminare mit im Voraus festgelegter Gesamtstundenzahl angeboten. Belegt werden mussten drei der folgenden Fächer: Deutsch, Mathematik, Physik, eine Fremdsprache.
Nach Ableistung der vorgeschriebenen Stundenzahl musste man pro Fach eine Prüfung auf Abiturniveau ablegen. Bestand ein Student alle drei Prüfungen plus die Diplom-Vorprüfung, erwarb er dadurch die Fachgebundene Hochschulreife und damit die Möglichkeit, seinen Studiengang auch an reinen Universitäten mit dem Diplom II (→ Gesamthochschule) abzuschließen.
Die Brückenkurse mussten mindestens bis zum Vordiplom besucht werden. Neben der Möglichkeit – dem Y-Modell folgend –, über diesen Weg mit Fachhochschulreife ein Universitätsstudium absolvieren zu können, konnten Brückenkurse auch dazu genutzt werden, um noch vor Beginn des eigentlichen Studiums eventuelle Lücken in Mathematik, Physik, Deutsch oder/und einer Fremdsprache zu schließen.